# Opel Tigra
Opel Tigra – samochód sportowy, a następnie coupe-cabriolet klasy aut miejskich produkowany przez niemiecką markę Opel w latach 1994 – 2009.

## Pierwsza generacja

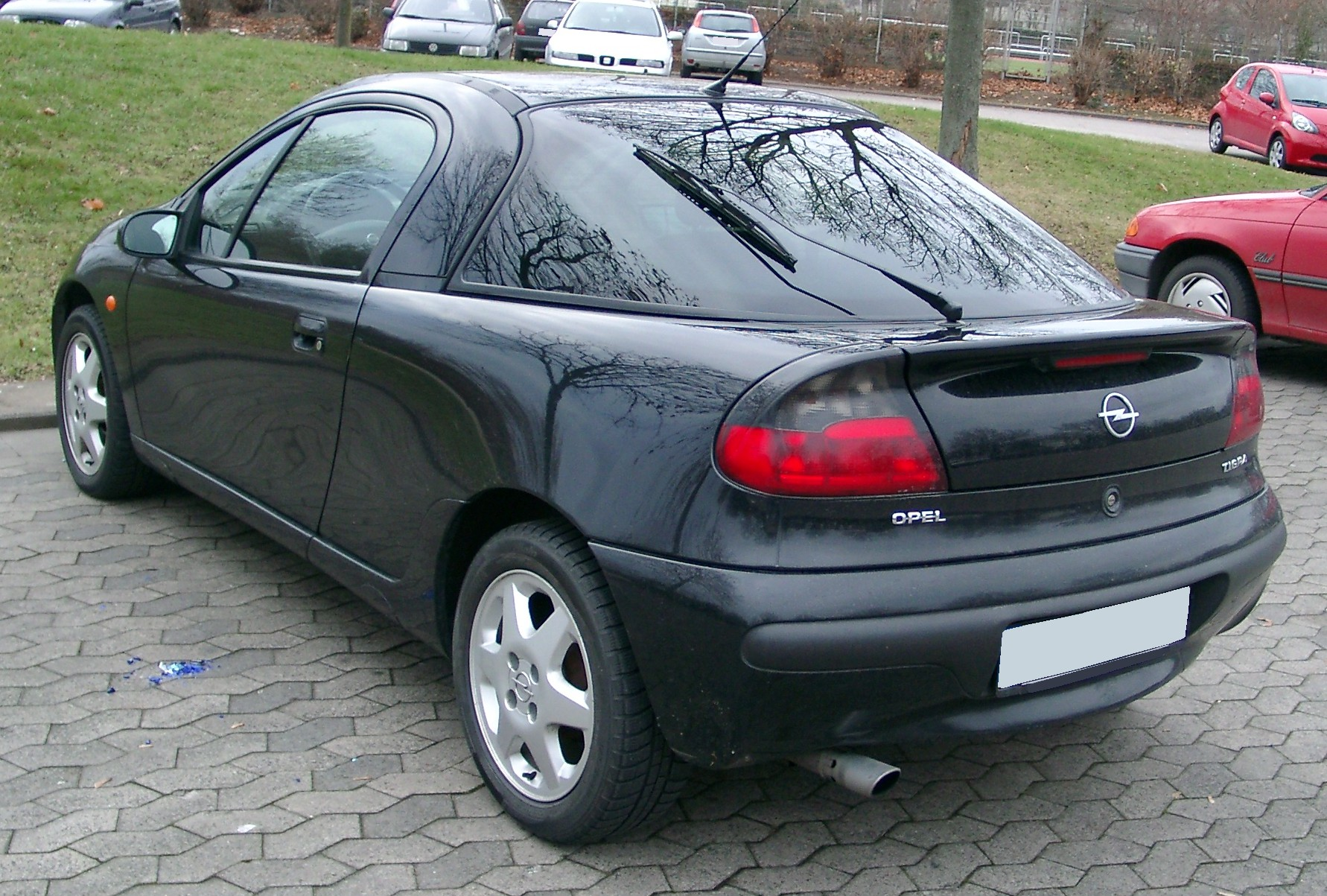
Opel Tigra A - tył

Opel Tigra I został zaprezentowany po raz pierwszy w 1993 roku.
Tigra powstała na bazie Opla Corsy B. Wykorzystano płytę podłogową, silniki, kokpit. Zaprojektowano natomiast całkowicie nowe nadwozie o linii coupé. Początkowo projekt zakładał zbudowanie małego dwuosobowego cabrio, jednak ostatecznie wycofano się z tego pomysłu, mimo zaawansowanych prac nad tym modelem. Skutkiem tego jest charakterystyczny kształt tylnej szyby, niespotykany w jakimkolwiek innym seryjnym samochodzie. Samochód został przedstawiony w 1993, a jego produkcję rozpoczęto na początku 1994.
Tigra A była produkowana w latach 1994-2000, w Hiszpanii, w fabryce Opla w Saragossie. Wyprodukowano jej 250 728 sztuk.
Dla samochodu dostępne były dwa silniki, oba benzynowe - 1.4 oraz 1.6 o mocy 90KM i 106KM. Były to silniki DOHC wyposażone w elektroniczny wtrysk paliwa. Dla silnika 1.4 była dostępna automatyczna 4-stopniowa skrzynia biegów.
Brazylijski Chevrolet Tigra był importowany od 1998 r. tylko z silnikiem 1.6, jednak w 1999 r. zaprzestano importu, z powodu dewaluacji reala brazylijskiego.

## Druga generacja

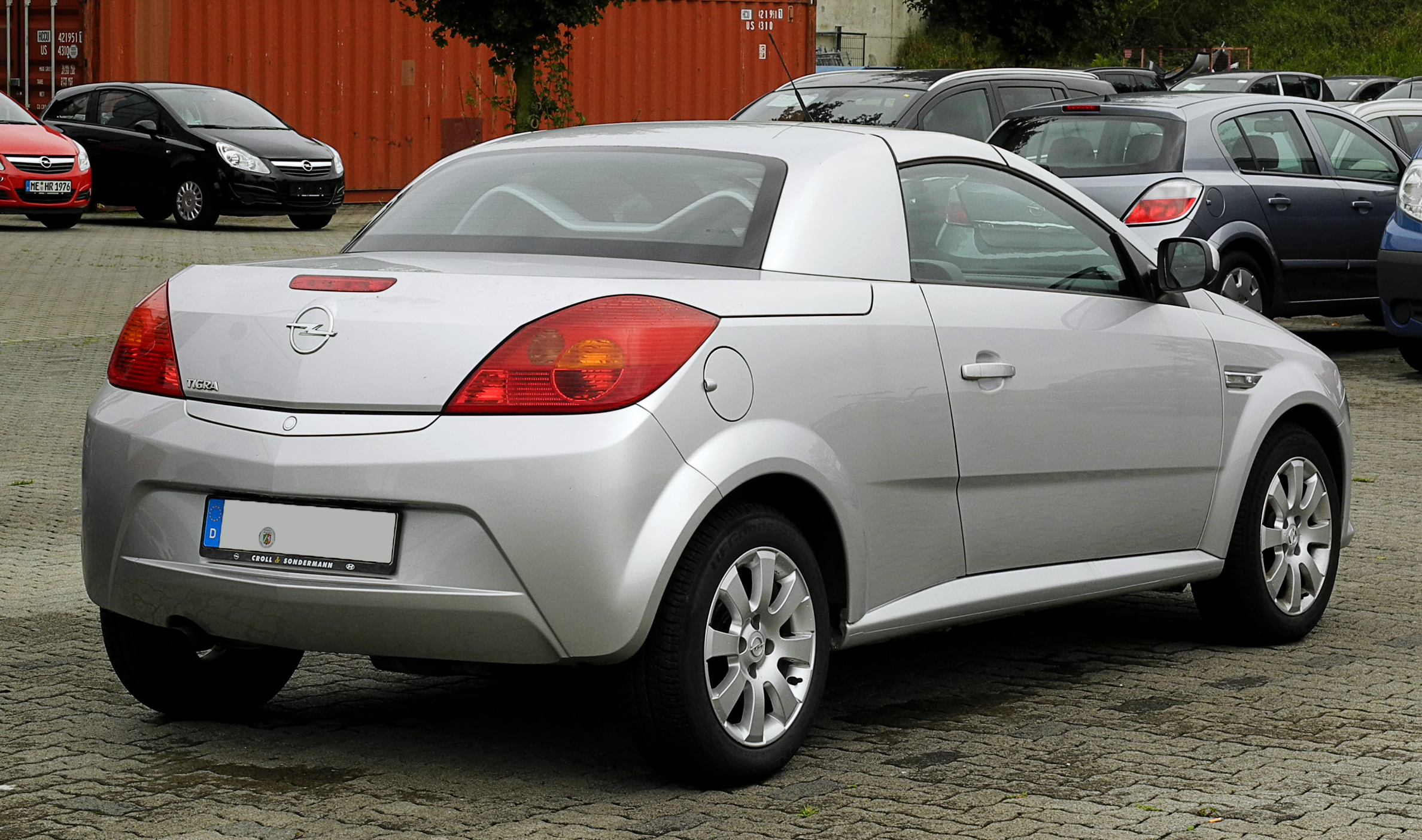
Opel Tigra Twin Top - tył

Opel Tigra II został zaprezentowany po raz pierwszy w 2004 roku.
W czerwcu 2004 roku Opel postanowił wznowić produkcję Tigry, tym razem opierając ten samochód na Oplu Corsie C i zmieniając nazwę na Tigra Twin Top. Jest to samochód przeznaczony dla dwóch osób. Ma składany metalowy dach.
Początkowo model ten był dostępny w dwóch wersjach silnikowych - 1.4 oraz 1.8. W 2005 r. zaprezentowano Tigrę Twin Top z silnikiem 1.3 Diesla. Samochód zdobył nagrodę Kabriolet Roku 2006.
W lipcu 2009 Opel ogłosił, że pod koniec września 2009 zostanie zakończona produkcja Opla Tigry Twin Top. Samochód nie otrzymał następcy.